# Willy Bascuñán
Willy Bascuñán, cuyo nombre real es Guillermo Alfonso Bascuñán Dockendorff (Viña del Mar, 19 de noviembre de 1942), es un folclorista, compositor y actor chileno. Es el único compositor que ha obtenido el primer lugar en los certámenes folclórico e internacional en una misma edición del Festival Internacional de la Canción de Viña del Mar. En 2016 fue reconocido como «figura fundamental de la música chilena» por la SCD.

## Biografía
Willy Bascuñán nació el 19 de noviembre de 1942. Hijo de Fernando "Nano" Bascuñán Arancibia (quien era un teniente de la Armada de Chile) y Ana Rosa Emilia Dockendorff Mulsow. Ingresó a la Escuela Naval de Chile cuando tenía 14 años, pero se retiró de dicha institución a los 20 años para poder preocuparse de su carrera musical.
En los años 1960, junto con Luis Urquidi, fueron los pioneros del neofolclore chileno.
Compuso muchos éxitos, como «El solitario», «El ovejero», «Cachimbo alegre» y «El manco Amengual», entre otros. Compitió en los dos géneros del Festival de la Canción de Viña del Mar de 1967 con las canciones «Cuando rompa el alba» (en el popular) y «Voy pa' Mendoza» (en el folclórico), bajo los seudónimos de "El Fugitivo" y "Juan Carlos", respectivamente. Sus temas fueron los ganadores de las respectivas competencias de dicho año.
También ha compuesto obras musicales históricas como ¡Al 7° de Línea!, el cual fue el primer disco estéreo y álbum conceptual grabado en Chile, cuya canción «Los viejos estandartes», con letra de Jorge Inostroza y popularizada por Los Cuatro Cuartos, grupo al que perteneció, sería más tarde el himno oficial del Ejército de Chile, y Mujeres de Chile, que grabó la cantante Ginette Acevedo.
En 2005 editó el CD titulado Soy del Sur, en el que canta junto con Ginette Acevedo, Antonio Zabaleta y varios músicos chilenos. El año siguiente, compuso Al Séptimo de Línea: Volumen II, "La nación en armas".
Como actor, participó junto al comediante Ronco Retes en la serie cómica Troncal Negrete de TVN, formando con él, una de las duplas humorísticas más recordadas del ambiente musical chileno.

## Política
Junto a su grupo de esa época, América Joven, compuso varias canciones al favor del gobierno de Jorge Alessandri.
Adherente de la dictadura militar y, simpatizante del partido político Avanzada Nacional, compuso el himno de este.
Participó en la franja televisiva del plebiscito de 1988 haciendo campaña por el «Sí».
Inspirado por la detención de Augusto Pinochet en Londres, compuso la canción «Carta a los chilenos» en tributo al gobernante.